# Мусин-Пушкин, Владимир Алексеевич (1868)
Граф Влади́мир Алексе́евич Му́син-Пу́шкин (7 (19) ноября 1868 — 17 апреля 1918) — русский общественный и государственный деятель, член Государственного Совета по выборам.

## Биография
Из потомственных дворян Ярославской губернии. Крупный землевладелец Черниговской губернии. Сын петербургского уездного предводителя дворянства графа Алексея Ивановича Мусина-Пушкина (1825—1879) и статс-дамы графини Любови Александровны Кушелевой-Безбородко (1833—1913). Внук государственного контролера графа Александра Григорьевича Кушелева-Безбородко.
Окончил петербургскую гимназию Гуревича и Александровский лицей (1891). По окончании лицея поступил на службу в Министерство юстиции, был откомандирован для занятий в 1-й департамент Сената. Однако вскоре оставил государственную службу и посвятил себя благотворительной и общественной деятельности. Избирался гласным Сосницкого, Нежинского и Козелецкого уездных и Черниговского губернского земских собраний, почетным мировым судьей Сосницкого уезда, Сосницким уездным (1893—1915) и Черниговским губернским (1915—1917) предводителем дворянства. Также избирался гласным Петербургской городской думы. С 1898 года работал по облегчению нужд беднейшего населения Петербурга.
С 1904 года состоял членом Главного управления Российского Общества Красного Креста. В годы русско-японской войны был членом исполнительной комиссии по подаче помощи больным и раненым воинам, заведывал отделом заготовок. Кроме того, состоял вице-председателем Комитета Санкт-Петербургского дамского лазарета, Елизаветинской общины Российского Общества Красного Креста, товарищем председателя Крестового благотворительного общества.
6 сентября 1911 года избран в члены Государственного Совета от Черниговского земства на место умершего М. В. Красовского. В следующем году был переизбран. Примыкал к группе центра. Дослужился до чина действительного статского советника (1914), имел придворный чин церемониймейстера (1909). Был герольдом ордена Святой Анны.
В Петербурге имел дом на Каменноостровском пр-те и на ул. Широкой, сам жил с семьей  в доме на Литейном проспекте, 17. После революции все его имущество было национализировано. Убит 17 апреля 1918 года в селе Носовка Черниговской губернии и только 13 июня того же года похоронен в Киеве.

## Семья
Был женат на графине Елизавете Васильевне Капнист (1868—1944), дочери графа Василия Алексеевича Капниста (1838—1910) и княжны Варвары Васильевны Репниной (1841—1919), внучке декабриста А. В. Капниста и племяннице князя Н. В. Репнина. В браке было семеро детей:
- Варвара (1892—1970) — с 1917 года супруга князя Игоря Вадимовича Репнина-Волконского (1892—1970);
- Алексей (1893—1966) — сражался в Добровольческой армии[3];
- Василий (1894—1959) — священник РПЦЗ[3];
- Любовь (1897—1939) — с 1918 года супруга Сергея Сергеевича Исакова (1894—1919);
- Мстислав (1899—1960) — архимандрит (1948), настоятель храма Сергиевского подворья[3];
- Андрей (1903—1969) — с 1931 года женат на Ирине Борисовне Гонорской (1911—2000), дочери полковника Б. Н. Гонорского;
- Илья (1908—1989) — с 1949 года женат на Тамаре Николаевне Кибардиной (род. 1921).

## Награды
- Орден Святой Анны 2-й степени (1901);
- Орден Святого Владимира 4-й степени;
- Орден Святого Владимира 3-й степени (1910).
- Медаль «В память царствования императора Александра III»;
- Медаль «В память коронации Императора Николая II»;
- Медаль «В память 100-летия Отечественной войны 1812 г.»;
- Медаль «В память 300-летия царствования дома Романовых» (1913).

Иностранные:
- турецкий Орден Меджидие 3-й ст. (1897);
- бухарский орден Золотой звезды 2-й ст. (1913).